# 地来西坦
地来西坦是一种有机化合物，分子式C6H8N2O2，属于西坦类益智藥，可用作神經性疼痛的药物。